# Eduard Daher
Eduard Daher (Quaa, 23 aprile 1973) è un arcivescovo cattolico libanese.

## Biografia
Nato ad Quaa il 23 aprile 1973, ha fatto la solenne professione nell'Ordine basiliano di San Giovanni Battista il 28 agosto 1994 ed è stato ordinato sacerdote l'8 maggio 1999.
Il sinodo dei vescovi melchiti lo ha eletto arcieparca di Tripoli dei melchiti; il 9 luglio 2013 papa Francesco ha approvato la nomina. È stato consacrato il successivo 7 settembre dal patriarca Gregorio III Laham, co-consacranti l'arcieparca di Zahleh e Furzol, Issam Darwich John, B.S., e l'arcieparca di Homs, Abdo Arbach.

### Curiosità
- È il quarto vescovo più giovane al mondo[1]

## Genealogia episcopale
La genealogia episcopale è:
- Vescovo Filoteo di Homs
- Patriarca Eutimio III di Chios
- Patriarca Macario III Zaim
- Vescovo Leonzio di Saidnaia
- Patriarca Atanasio III Dabbas
- Vescovo Néophytos Nasri
- Vescovo Euthyme Fadel Maalouly
- Patriarca Cirillo VII Siage
- Patriarca Agapio III Matar
- Patriarca Massimo III Mazloum
- Patriarca Clemente I Bahous
- Patriarca Gregorio II Youssef-Sayour
- Patriarca Pietro IV Geraigiry
- Patriarca Cirillo IX Moghabghab
- Patriarca Massimo V Hakim
- Patriarca Gregorio III Laham, B.S.
- Arcivescovo Edouard Georges Daher, B.C.